# 해군준장
해군준장은 해군의 군사 계급이다. 장성급 장교에 속한다.

## 설명
해군준장은 각나라의 해군에서 사용되는 용어로 해군준장부터 해군의 장성급 장교로 분류가 된다. 해군소장의 바로 아래 군사 계급이 해군준장이며 해군준장부터는 국회에서 진급 심사를 거쳐야만 승진이 가능하다. 전시에는 해군소장을 도우는 보조 역할을 수행하게 되며 해군 소장과 함께 해군의 함대를 지휘한다. 해군의 1성 장군이 해군준장에 속한다.

## 같이 보기
- 해군
- 장성급 장교
- 제독